# Saint-Menges
Pour la commune des Vosges, voir Saint-Menge.
Pour les articles homonymes, voir Menges.
Saint-Menges est une commune française, située dans le département des Ardennes en région Grand Est.

## Géographie
Les communes limitrophes sont  Donchery, Fleigneux, Floing et Glaire.
|          | Vresse-sur-Semois ( Belgique) |           |
| Donchery | Saint-Menges                  | Fleigneux |
|          | Glaire                        | Floing    |

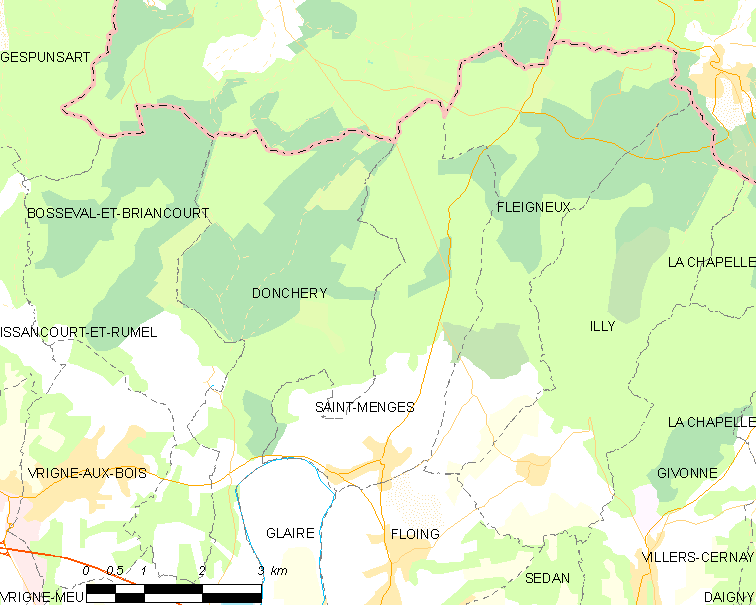
Carte de la commune.

Située au nord-est du département, la commune est traversée par la RD 5 ainsi que la RD 6 et la RD 29. Le territoire couvre une surface de 1221 hectares.
L'amplitude entre le point le plus haut (416 m) à la frontière belge et le point le plus bas (150 m), vallée de la Meuse, est de 266 mètres. Au-delà de 325 m, le territoire est couvert par la forêt.
Saint-Menges se situe sur un replat entre 175 et 215 m.
Elle est traversée par la Claire.

### Hydrographie
La commune est dans le bassin versant de la Meuse au sein du bassin Rhin-Meuse. Elle est drainée par la Meuse, le ruisseau la Claire, le ruisseau de la Belle Taille, le ruisseau du Bas Caillou, le ruisseau des Clairs Chenes et le ruisseau de la Falizette,.
La Meuse, d'une longueur de 486 km, est un fleuve européen qui prend sa source en France, dans la commune du Châtelet-sur-Meuse, à 409 mètres d'altitude, et se jette dans la mer du Nord après un cours long d'approximativement 950 kilomètres traversant la France, la Belgique et les Pays-Bas. Elle longe la commune sur une petite partie sud, s'écoulant d'est en ouest   sur une longueur d'environ 300 m.

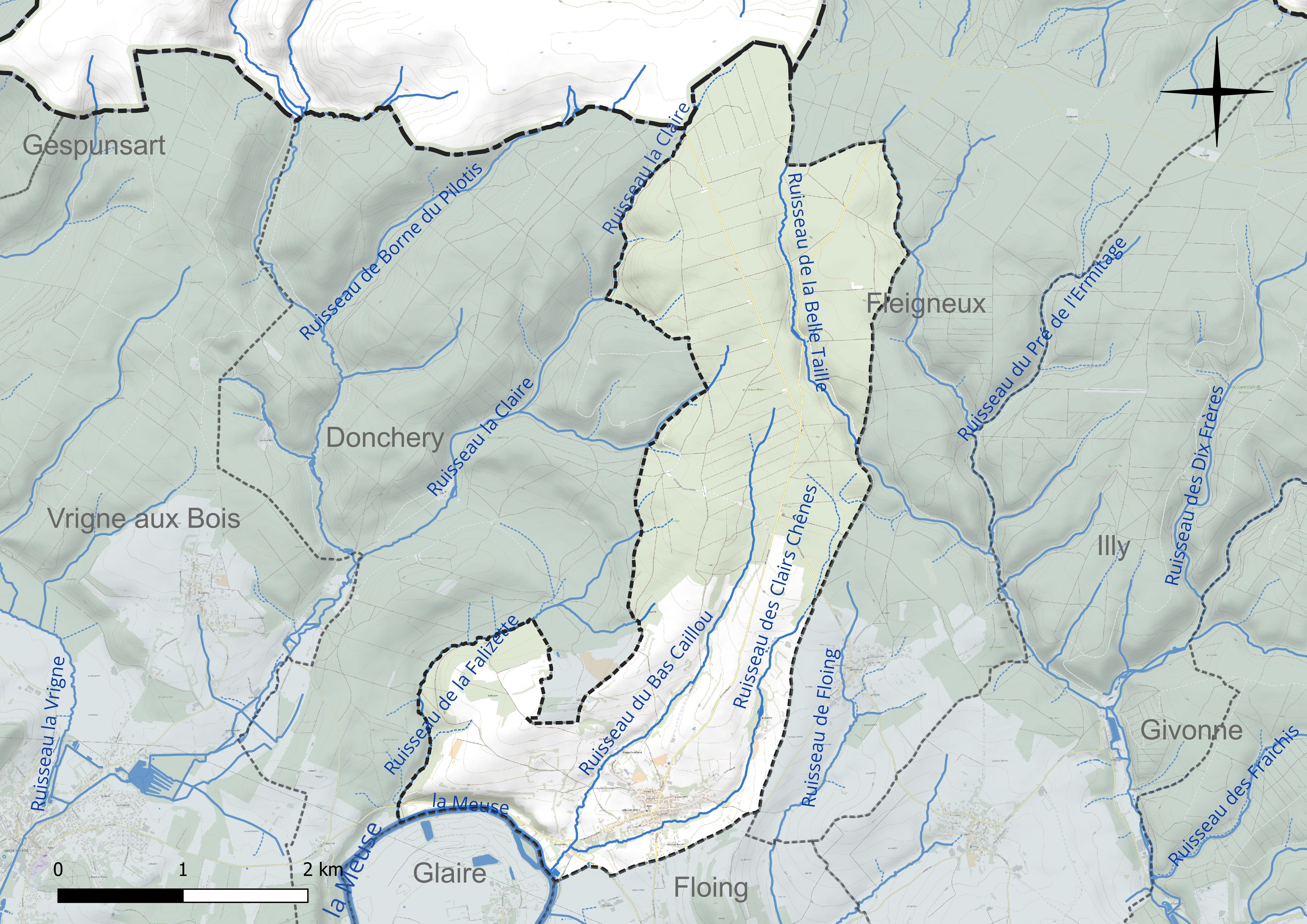
Réseau hydrographique de Saint-Menges.

### Climat
Pour des articles plus généraux, voir Climat du Grand Est et Climat des Ardennes.
En 2010, le climat de la commune est de type climat de montagne, selon une étude du Centre national de la recherche scientifique s'appuyant sur une série de données couvrant la période 1971-2000. En 2020, Météo-France publie une typologie des climats de la France métropolitaine dans laquelle la commune est exposée à un climat océanique altéré et est dans la région climatique  Lorraine, plateau de Langres, Morvan, caractérisée par un hiver rude (1,5 °C), des vents modérés et des brouillards fréquents en automne et hiver. 
Pour la période 1971-2000, la température annuelle moyenne est de 9,4 °C, avec une amplitude thermique annuelle de 15,2 °C. Le cumul annuel moyen de précipitations est de 985 mm, avec 13,6 jours de précipitations en janvier et 9,7 jours en juillet. Pour la période 1991-2020, la température moyenne annuelle observée sur la station météorologique de Météo-France la plus proche, « Douzy », sur la commune de Douzy à 11 km à vol d'oiseau, est de 10,5 °C et le cumul annuel moyen de précipitations est de 857,0 mm. 
La température maximale relevée sur cette station est de 40,3 °C, atteinte le 25 juillet 2019 ; la température minimale est de −14,8 °C, atteinte le 3 janvier 2004,,. 
Les paramètres climatiques de la commune ont été estimés pour le milieu du siècle (2041-2070) selon différents scénarios d'émission de gaz à effet de serre à partir des nouvelles projections climatiques de référence DRIAS-2020. Ils sont consultables sur un site dédié publié par Météo-France en novembre 2022.

## Urbanisme

### Typologie
Au 1er janvier 2024, Saint-Menges est catégorisée ceinture urbaine, selon la nouvelle grille communale de densité à 7 niveaux définie par l'Insee en 2022.
Elle appartient à l'unité urbaine de Sedan, une agglomération intra-départementale dont elle est une commune de la banlieue,. Par ailleurs la commune fait partie de l'aire d'attraction de Sedan, dont elle est une commune de la couronne,. Cette aire, qui regroupe 31 communes, est catégorisée dans les aires de moins de 50 000 habitants,.

### Occupation des sols
L'occupation des sols de la commune, telle qu'elle ressort de la base de données européenne d’occupation biophysique des sols Corine Land Cover (CLC), est marquée par l'importance des forêts et milieux semi-naturels (60,6 % en 2018), en diminution par rapport à 1990 (61,9 %). La répartition détaillée en 2018 est la suivante : 
forêts (60,5 %), prairies (27,1 %), zones agricoles hétérogènes (7,7 %), zones urbanisées (4,6 %). L'évolution de l’occupation des sols de la commune et de ses infrastructures peut être observée sur les différentes représentations cartographiques du territoire : la carte de Cassini (XVIIIe siècle), la carte d'état-major (1820-1866) et les cartes ou photos aériennes de l'IGN pour la période actuelle (1950 à aujourd'hui).

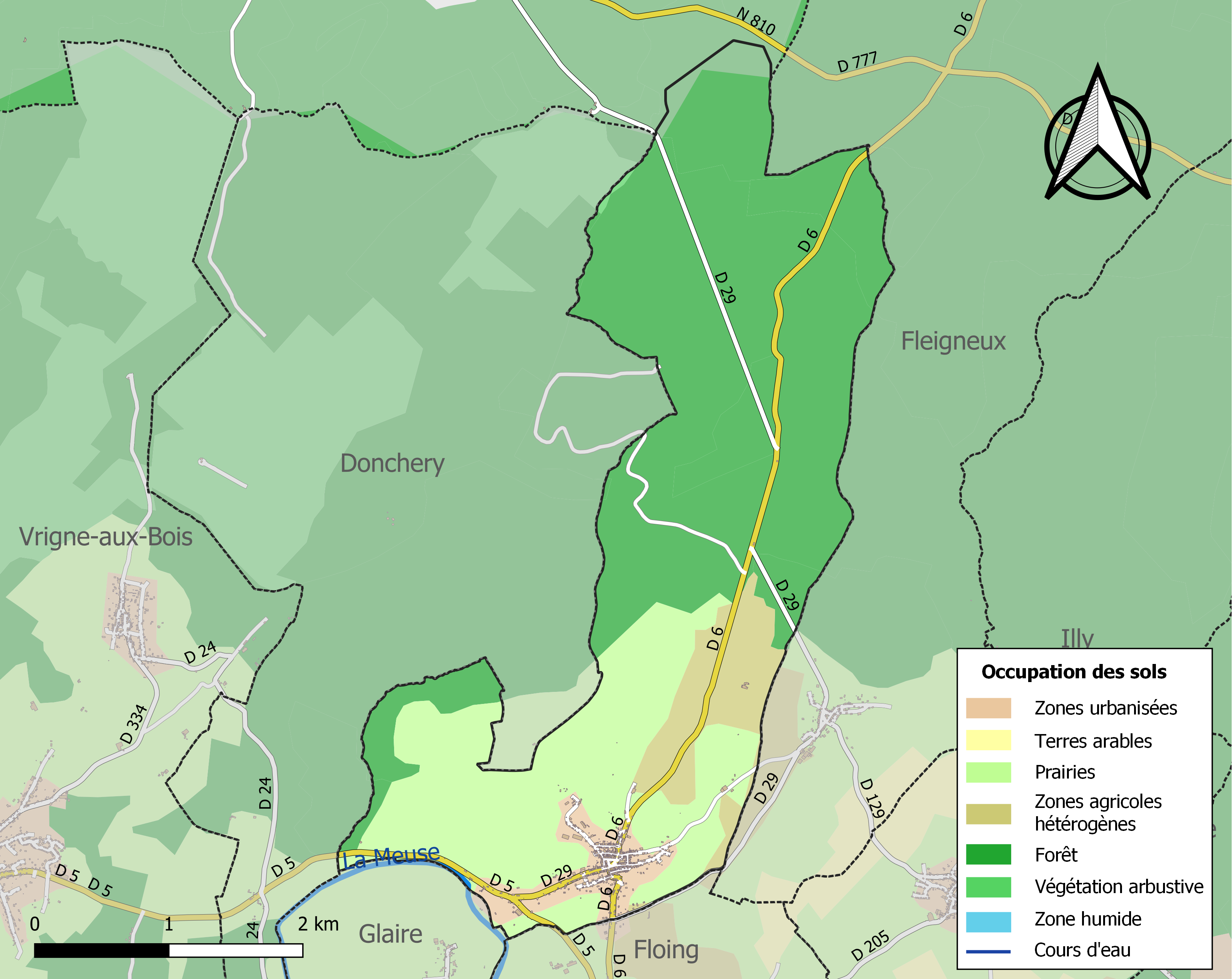
Carte des infrastructures et de l'occupation des sols de la commune en 2018 (CLC).

## Toponymie
Le nom de la localité est attesté sous les formes Capella de Sancto Memmio en 1180, Saint Mange en 1291.
Son hagiotoponyme fait référence à saint Memmie, évêque de Châlons, au IIIe siècle.
Saint Menges ou saint Memmie, en latin saint Memmius, est romain de naissance. Envoyé en Gaule, il prêche l’Évangile à Châlons, aujourd'hui Châlons-en-Champagne.
Au cours de la Révolution française, la commune porta provisoirement le nom d'Union.

## Histoire
En 526, Saint-Menges fait partie de la donation faite par saint Remi à Clodoald.
En 1259, Saint-Menges est cité au concordat de Francheval au nombre des villages indivis entre l’archevêque de Reims et l’évêque de Liége.
En 1573, une cour souveraine est installée à Saint-Menges, les princes souverains d’Arches et de Sedan étant convenus de se partager les droits seigneuriaux. Ce mini État de Saint-Menges adopte un sceau et une devise « Concordia ducum ».
Saint-Menges, implantée aux portes de la principauté souveraine de Sedan, est la cible de bandes armées, pillée et brûlée par les impériaux en 1623, guerre de Trente Ans puis des guerres de Religion quand les princes de Sedan deviennent calvinistes en 1563.[Quand ?]. En 1642, la principauté est rattachée à la France et le traité de Rueil en garanti le libre culte protestant. La ville forme une milice bourgeoise de cinquante hommes qui refuse, en 1666 l'ouverture des portes à l'intendant de Metz et à ses hommes qui se rendaient aux Pays-Bas.
En 1683, un arrêt du 2 juillet du Conseil d'État supprime l'exercice de la Religion réformée dans toutes les anciennes Terres-Souveraines, Saint-Menges en fait partie.
L’église Saint-Memmie (XIIe - XVIIIe siècles) est une église fortifiée, refuge des habitants.
Saint-Menges souffre également de sa position à la frontière durant les trois conflits franco-allemands successifs.
Le premier septembre 1870, durant le siège de Sedan, les troupes allemandes attaquent le village et s'en emparent après un rude combat, parachevant l'encerclement des forces françaises.
En août 1914, un combat de quelques heures opposent des tirailleurs marocains installés dans la tour fortifiée du village à un escadron de uhlans arrivant de Sugny.
Le 12 mai 1940, lors de la bataille de France au cours de la Seconde Guerre mondiale, une maison forte de Saint-Menges, de la taille d'un pavillon, qui fait partie d'une vingtaine de constructions similaires implantées au cœur des bois et construites pour ralentir et jalonner l'avance allemande vers la ligne principale de résistance (la Meuse), est attaquée par les forces allemandes de la 1re Panzerdivision de Friedrich Kirchner. Ses cinq occupants sont les premiers morts recensés sur le sol français. Cette attaque est un des prémices de la percée de Sedan. La commune est alors prise par la division allemande. Saint-Menges est le lendemain matin tenue sous le feu de l'artillerie française (principalement du 110e régiment d'artillerie lourde hippomobile) qui tire sur les concentrations de troupes allemandes, lesquelles se préparent à franchir la Meuse.
Le nom de la place de Saint-Menges évoque également un des premiers résistants ardennais, Robert Charlier.
À l'image du Pays sedanais, Saint-Menges disposa un temps d'une filature.

## Politique et administration

### Liste des maires
| Période        | Période                   | Identité                                      | Étiquette | Qualité                                   |
| -------------- | ------------------------- | --------------------------------------------- | --------- | ----------------------------------------- |
| 1869           |                           | Hector Hyacinthe Brincourt                    |           |                                           |
| 1873           |                           | Prosper Péroche                               |           |                                           |
| 1876           |                           | Herbulot                                      |           |                                           |
| Mars 1971      | mars 2001                 | Gédéon Maqua                                  | PCF       |                                           |
| Mars 2001      | 2005                      | Hervé de Decker                               | SE        |                                           |
| Septembre 2005 | mars 2008                 | Bernard Giboux                                | SE        |                                           |
| Mars 2008      | En cours (au 25 mai 2020) | Roger Watelet, Réélu pour le mandat 2020-2026 | DVG       | Professeur Réélu pour le mandat 2014-2020 |

Liste des prêtres
- Maistre Jean Chenot, né vers 1600 et décédé le 9 mai 1652, premier prêtre et curé de Saint-Menges depuis la séparation faîte de l'église de Saint-Menges d'avec celle d'Yge.
- Maistre Jean Jacquesson, prêtre et curé en mai 1652.
- Hubert Gabriel, vicaire en juillet 1701.
- Jean-Nicolas Marteau, curé en novembre 1702.

## Démographie
L'évolution du nombre d'habitants est connue à travers les recensements de la population effectués dans la commune depuis 1793. Pour les communes de moins de 10 000 habitants, une enquête de recensement portant sur toute la population est réalisée tous les cinq ans, les populations de référence des années intermédiaires étant quant à elles estimées par interpolation ou extrapolation. Pour la commune, le premier recensement exhaustif entrant dans le cadre du nouveau dispositif a été réalisé en 2004.

En 2022, la commune comptait 934 habitants, en évolution de −5,18 % par rapport à 2016 (Ardennes : −2,97 %, France hors Mayotte : +2,11 %).
| 1793  | 1800  | 1806  | 1821  | 1831  | 1836  | 1841  | 1846  | 1851  |
| ----- | ----- | ----- | ----- | ----- | ----- | ----- | ----- | ----- |
| 1 027 | 1 008 | 1 047 | 1 173 | 1 406 | 1 596 | 1 645 | 1 691 | 1 695 |

| 1866  | 1872  | 1876  | 1881  | 1886  | 1891  | 1896  | 1901  | 1906  |
| ----- | ----- | ----- | ----- | ----- | ----- | ----- | ----- | ----- |
| 1 989 | 2 018 | 2 018 | 1 935 | 1 838 | 1 718 | 1 696 | 1 546 | 1 430 |

| 1911  | 1921  | 1926  | 1931  | 1936  | 1946 | 1954  | 1962  | 1968  |
| ----- | ----- | ----- | ----- | ----- | ---- | ----- | ----- | ----- |
| 1 363 | 1 148 | 1 196 | 1 155 | 1 138 | 945  | 1 035 | 1 154 | 1 133 |

| 1975  | 1982 | 1990 | 1999 | 2004  | 2006  | 2009  | 2014 | 2019 |
| ----- | ---- | ---- | ---- | ----- | ----- | ----- | ---- | ---- |
| 1 058 | 976  | 964  | 996  | 1 031 | 1 025 | 1 061 | 999  | 947  |

| 2022 | - | - | - | - | - | - | - | - |
| ---- | - | - | - | - | - | - | - | - |
| 934  | - | - | - | - | - | - | - | - |

Saint-Menges compte 1031 personnes au recensement de 2004. Depuis 1999, la population a augmenté de 35 personnes soit une progression de 3,5 %. Le taux de chômage est de 15,6 % et il y a 73,2 % de propriétaires. Majoritairement ouvrière la population de Saint-Menges a une longue tradition socialiste. Les résultats des élections présidentielles de 2007 et de 2012 ont confirmé cette orientation en donnant au deuxième tour 58,49 % pour Ségolène Royal contre 41,51 % pour Nicolas Sarkozy ; 65,31 % à François Hollande contre 34,69 % à son rival.

## Culture locale et patrimoine

### Lieux et monuments
- Site géologique : situé à proximité du Moulin (régulièrement visité par les étudiants de l'université de Reims-Champagne-Ardenne)
- Oratoire de Saint-Menges.
- Vestiges du château de Saint-Menges.
- Lavoir Saint-Menges et sa fontaine, lieudit le Maupré.
- Église Saint-Memmie de Saint-Menges. Durant la dernière décennie du XIXe siècle et les premières du XXe siècle, un pèlerinage se tient à Saint-Menges[34].
- Voie romaine : le territoire est traversé dans sa partie nord par une voie romaine appelée autrefois « chemin des Romains », maintenant voie de Sugny ; cette voie est presque recouverte à la suite d'un affaissement de terrain.
- Maison forte de Saint-Menges : attaquée le 12 mai 1940[35].

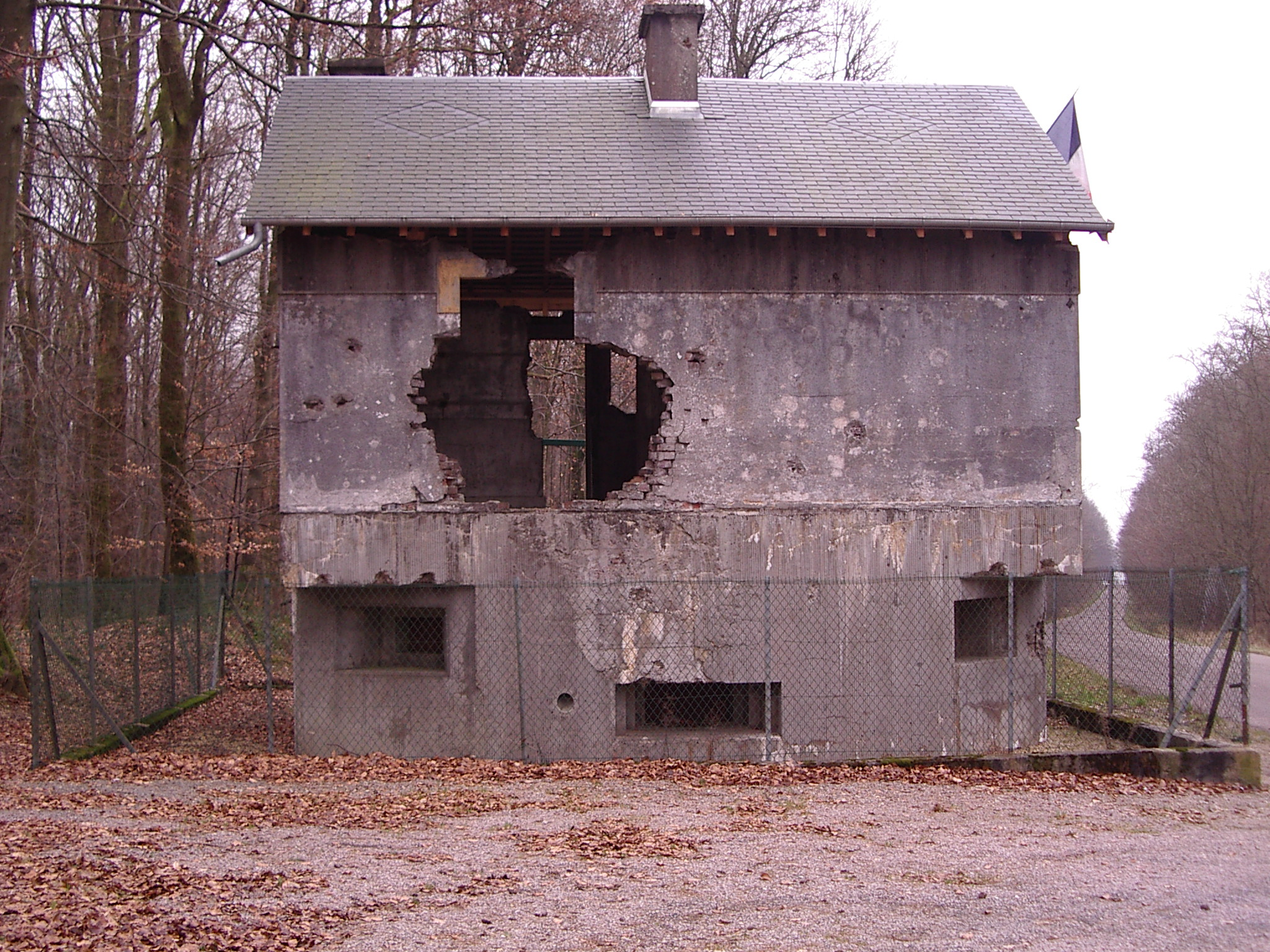
Maison forte près de Saint-Menges.
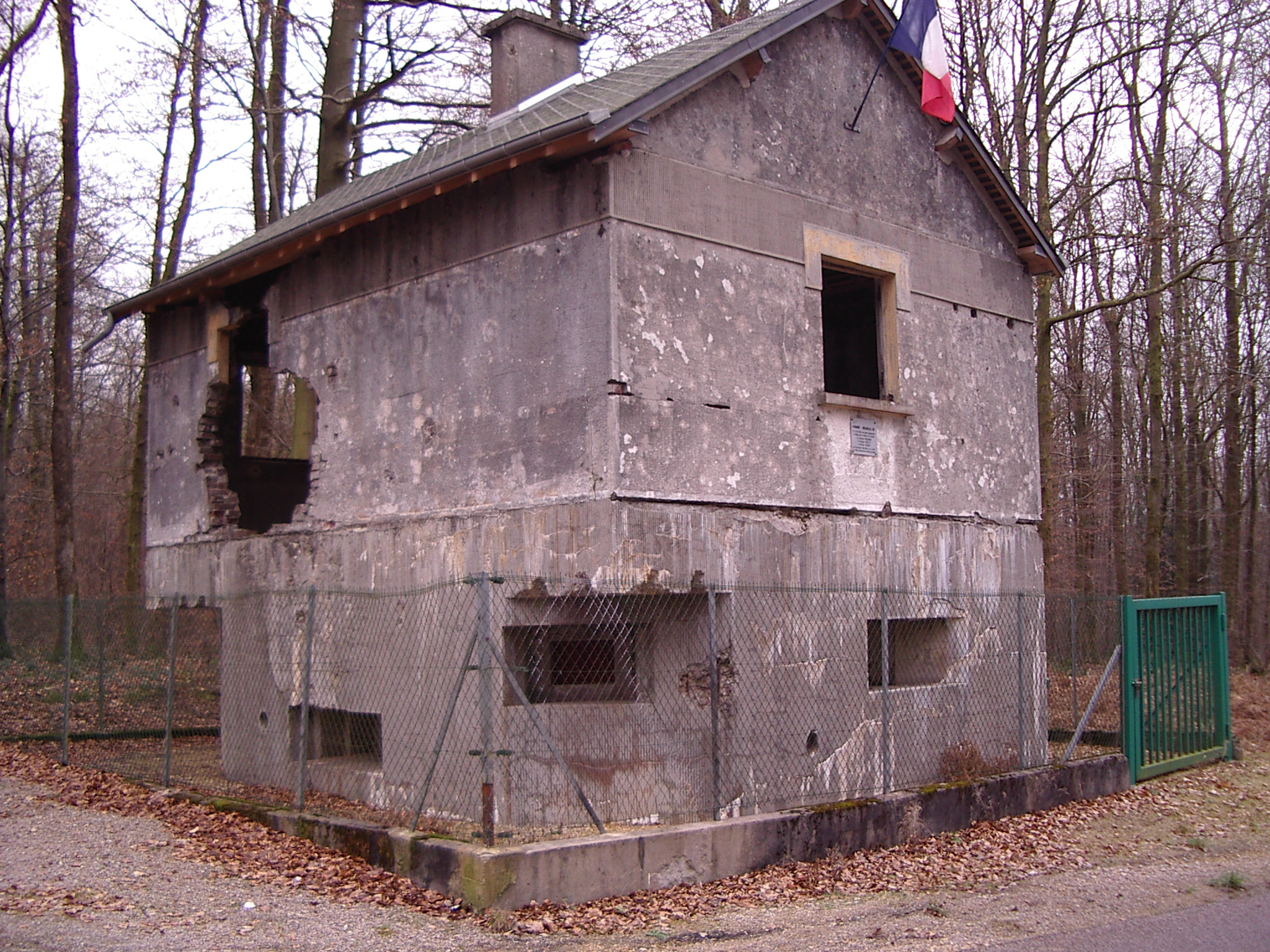
Maison forte près de Saint-Menges.
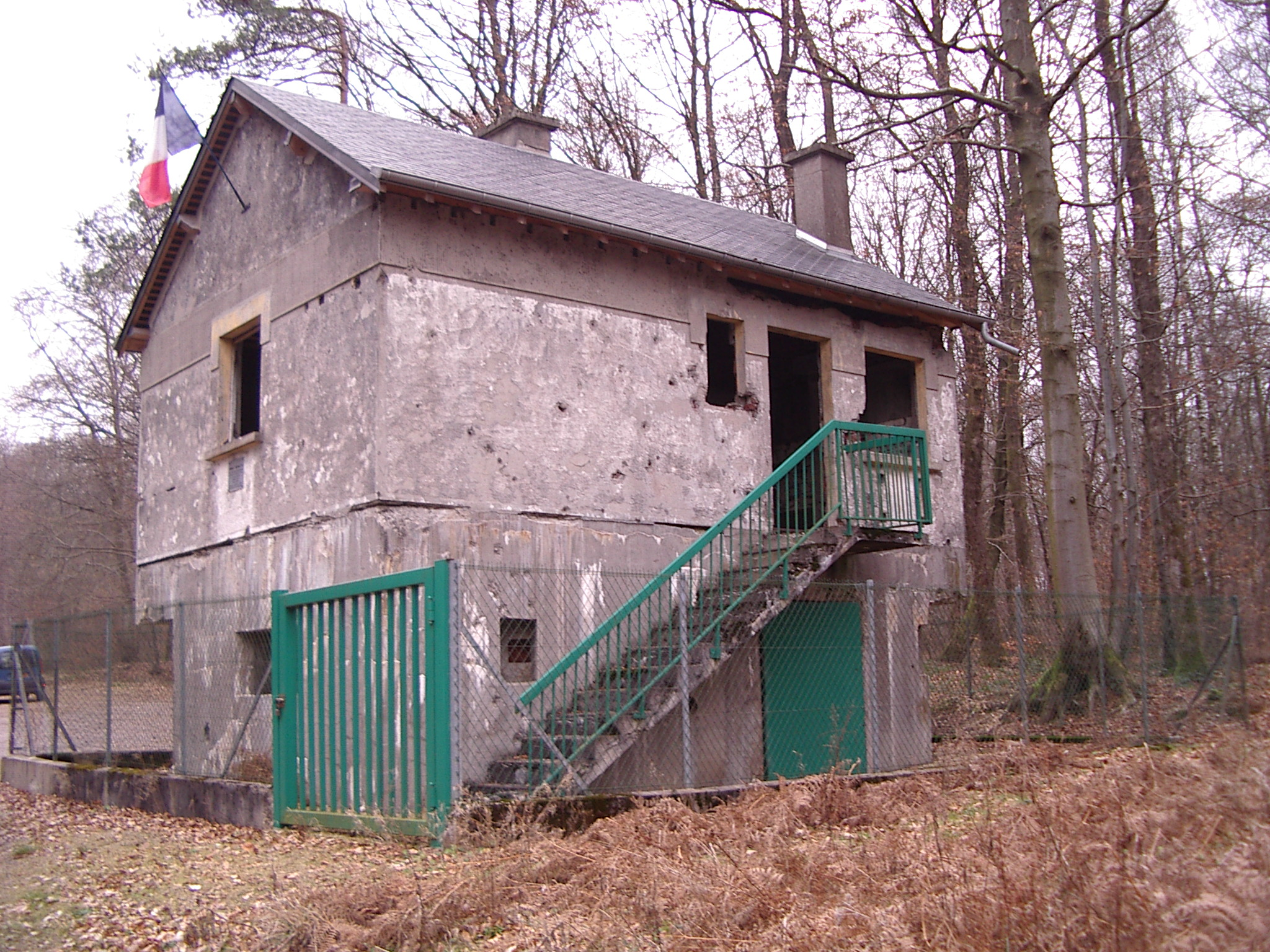
Maison forte près de Saint-Menges.
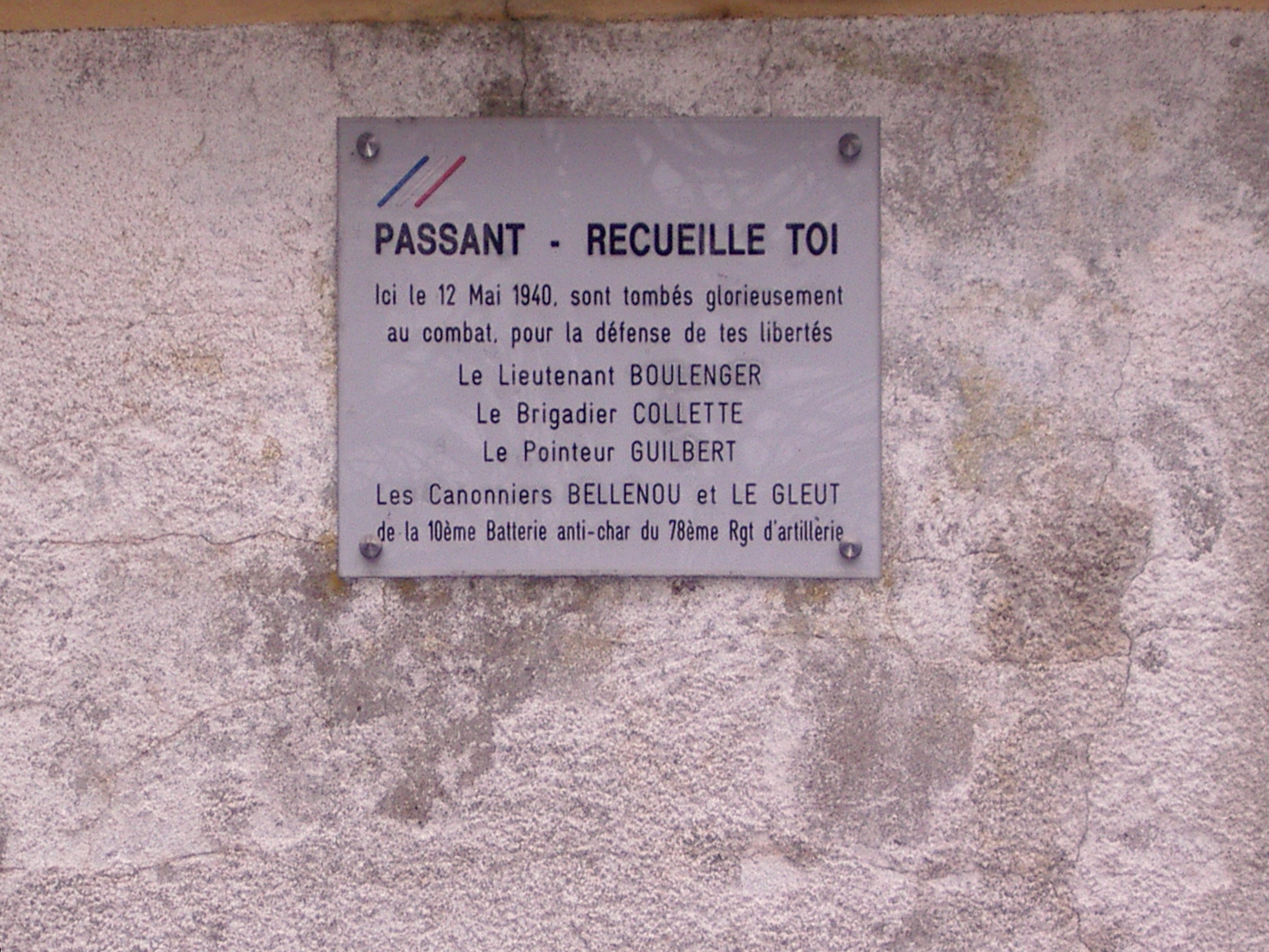
Plaque commémorative sur Maison forte près de Saint-Menges.

### Personnalités liées à la commune
- Jean-Baptiste Clément (1836-1903), chansonnier et militant syndical, y a tenu un meeting. Saint-Menges est historiquement une commune socialiste[36].
- Mgr Guy Herbulot (1925-2021), évêque émérite d'Évry, y est né en 1925.
- Richard Bohringer (1942-), acteur, y a tourné une scène de C'est beau une ville la nuit.

### Héraldique
| Armes de Saint-Menges | Les armes de Saint-Menges se blasonnent ainsi : De gueules à la foi alésée de carnation parée de sable. |

### Football
Le village dispose d'un club de football baptisé Union Sportive de Saint-Menges (USSM) fondé en 1925 et établi au bord de la Meuse au stade Jean-Alaime. Évoluant en vert et rouge et ayant pour symbole une "bourrique", l'équipe fanion est promue en promotion de première division (D3) à la fin de la saison 2012-2013, l'année 2015-2016 est celle d'une nouvelle ascension, historique, en 1re division Ardennes (D2). La première victoire est enregistrée le 2 octobre 2016. Nouveau fait d'armes, le 3 mai 2017, l'USSM joue pour la première fois les 1/8e de finale de la coupe Roger Marche et termine, la même année, à la 7e place du championnat, totalisant 28 points, dont 18 glanés lors de la phase retour (7 victoires, 7 nuls, 8 défaites).
En 2018-2019, l'USSM joue pour la troisième année consécutive en 1re division Ardennes, devenue D2 district, à cette occasion le rouge (re)devient la couleur dominante.
Depuis 2019-2020, l'USSM joue à nouveau en D3 district.